# Chinhydron
Chinhydron ist ein Komplex aus 1,4-Benzochinon und Hydrochinon.
Bei Raumtemperatur erscheint es als rotbrauner Feststoff mit einem charakteristischen Geruch.

## Verwendung
Die Substanz wird in der Chinhydronelektrode für pH-Bestimmungen verwendet. Die Elektrode ist eine Platinelektrode in einer Salzsäurelösung, die mit Chinhydron gesättigt ist. Sie wird in der Elektrochemie als Standardelektrode für die Bestimmung der Wasserstoffionenkonzentration verwendet.